# Dustin Farnum
Pour les articles homonymes, voir Farnum.
Dustin Farnum, né le 27 mai 1874 à Hampton Beach dans le New Hampshire aux États-Unis et mort le 3 juillet 1929 à New York, est un acteur américain.

## Biographie
Dustin Lancy Farnum naît le 27 mai 1874 à Hampton Beach, dans le New Hampshire ; fils des acteurs G. D. Farnum et Adela LeGros, il est l'aîné de trois garçons ; il est le frère de l'acteur William Farnum, à qui il ressemble beaucoup, et du réalisateur de films muets moins connu Marshall Farnum. Il épouse Mary Cromwell en 1909 et en divorce en 1924, ; il se remarie avec l'actrice britannique Winifred Kingston.
Farnum commence sa carrière au théâtre. Il débute au cinéma en 1914 : il obtient son premier rôle dans le film Soldiers of Fortune. 
Il tient la même année le rôle-titre dans deux western muets réalisés par Cecil B. DeMille : 
- The Squaw Man, adaptation d'une pièce à succès d'inspiration « westernienne » de 1905, The Squaw Man écrite par Edwin Milton Royle, que Cecil B. DeMille avait mis en scène et où Dustin Farnum tenait déjà le rôle-titre[5],[6] (c'est sur ce tournage que Farnum rencontre sa seconde épouse, l'actrice Winifred Kingston) ;
- The Virginian[7]. Le film est adapté du roman du même titre d'Owen Wister publié en 1902, qui avait été adapté pour le théâtre par Wister et Kirk La Shelle et joué à Boston puis à New York d'octobre 1903 à mai 1904 et où Dustin Farnum jouait le rôle-titre[8].

Il meurt d'une insuffisance rénale à l'âge de 55 ans le 3 juillet 1929 à New York

## Filmographie

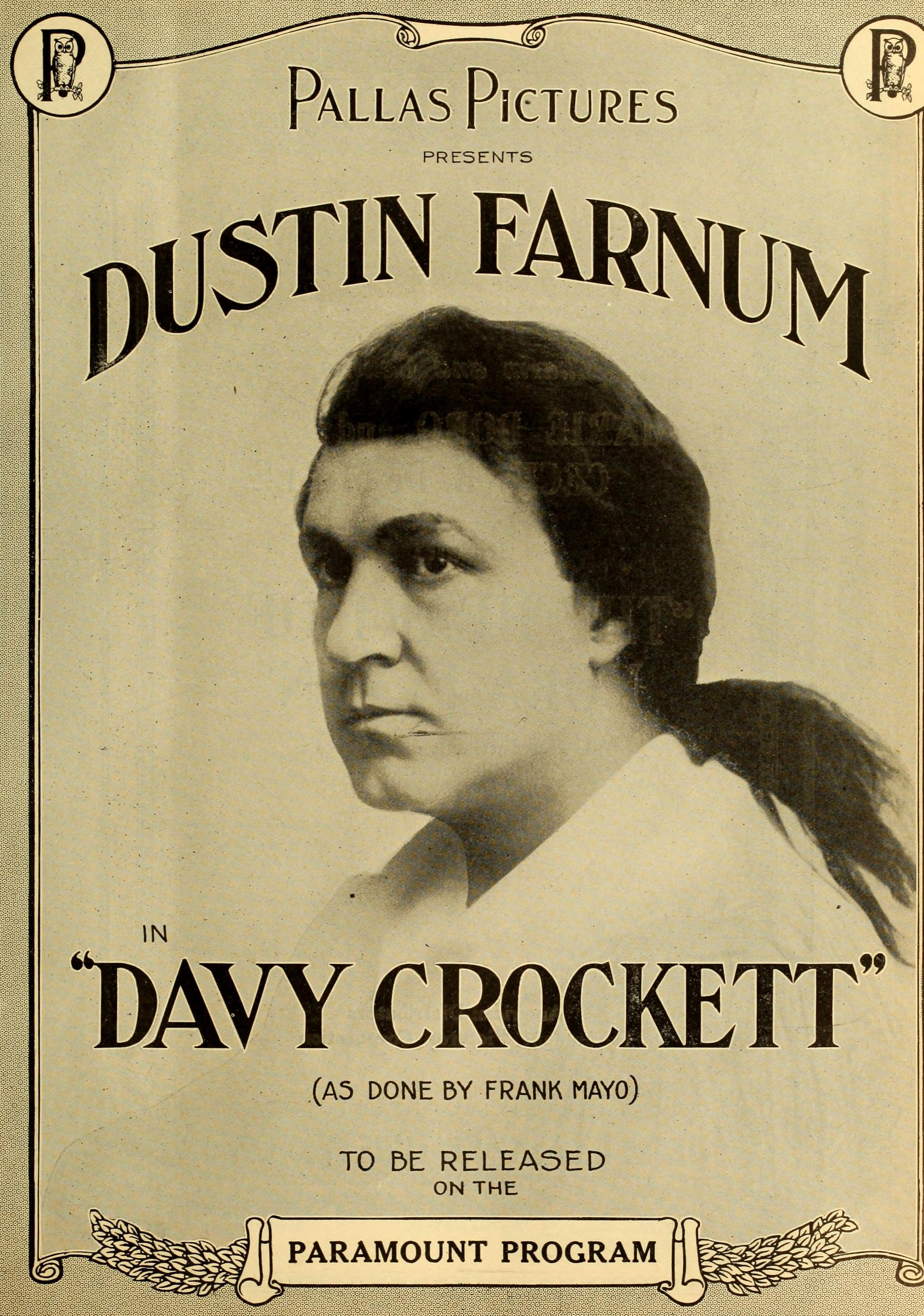
Davy Crockett (1916)

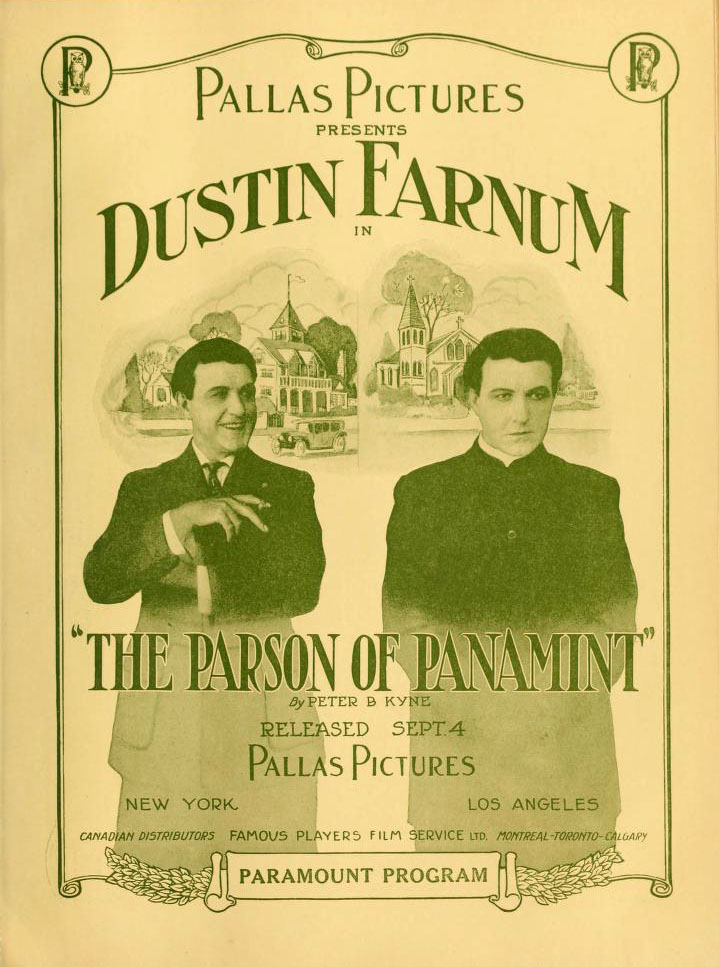
The Parson of Panamint (1916)

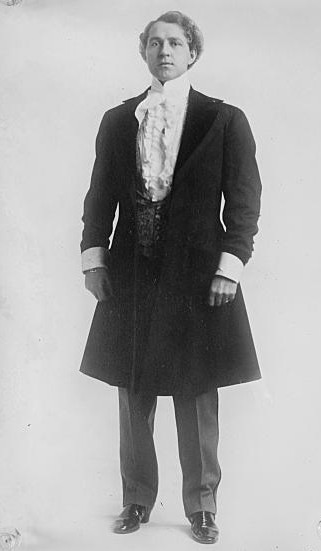
Photographié le 18 juin 1909

- 1914 : Soldiers of Fortune : Robert Clay
- 1914 : Le Mari de l'Indienne (The Squaw Man) d'Oscar Apfel et Cecil B. DeMille : Capitaine James Wynnegate
- 1914 : The Lightning Conductor : Winston
- 1914 : The Virginian de Cecil B. DeMille : Le Virginien
- 1914 : When We Were Young
- 1914 : Cameo Kirby de  John Ford : Cameo Kirby
- 1915 : Captain Courtesy : Leonardo Davis (Capitaine Courtesy)
- 1915 : The Iron Strain : Chuck' Hemingway
- 1915 : The Gentleman from Indiana de Frank Lloyd : John Harkless
- 1916 : The Call of the Cumberlands de Frank Lloyd : Samson South
- 1916 : Ben Blair : Ben Blair
- 1916 : David Garrick  de Frank Lloyd : David Garrick
- 1916 : Davy Crockett : Davy Crockett
- 1916 : The Parson of Panamint : Philip Pharo
- 1916 : The Intrigue de Frank Lloyd
- 1916 : A Son of Erin : Dennis O'Hara
- 1917 : Durand of the Bad Lands : Dick Durand
- 1917 : The Spy : Mark Quaintance
- 1917 : North of Fifty Three : 'Roaring Bill' Wagstaff
- 1917 : The Scarlet Pimpernel : Sir Percy Blakeney
- 1918 : Ready Money Ringfield : Ringfield
- 1918 : The Light of the Western Stars : Gene Stewart
- 1919 : A Man in the Open : Sailor Jesse
- 1919 : A Man's Fight : Roger Carr
- 1920 : The Corsican Brothers de Colin Campbell et Louis Gasnier
- 1920 : Big Happiness de Colin Campbell : John Dant / James Dant
- 1921 : La Loi sacrée (The Primal Law) de Bernard J. Durning : Brian Wayne
- 1921 : The Devil Within : Capitaine Briggs
- 1922 : Iron to Gold : Tom Curtis
- 1922 : Strange Idols : Angus MacDonald
- 1922 : L'Engrenage (Oath-Bound) de Bernard J. Durning : Lawrence Bradbury
- 1922 : Trail of the Axe : Dave Malkern
- 1922 : The Yosemite Trail : Jim Thorpe
- 1922 : While Justice Waits : Dan Hunt
- 1923 : La Loi du désert (Three Who Paid) de Colin Campbell : Riley Sinclair
- 1923 : The Buster : Bill Coryell
- 1923 : Bucking the Barrier : Kit Carew
- 1923 : The Man Who Won : Wild Bill
- 1923 : The Grail de Colin Campbell : Chic Shelby
- 1923 : Kentucky Days : Don Buckner
- 1924 : My Man : Sledge
- 1926 : The Flaming Frontier : Gen. George Armstrong Custer